# 1855 Korolev
1855 Korolev este un asteroid din centura principală, descoperit pe 8 octombrie 1969 de Liudmila Cernîh.